# Silurus mento
Silurus mento é uma espécie de peixe da família Siluridae.
É endémica da China.